# 富山空港

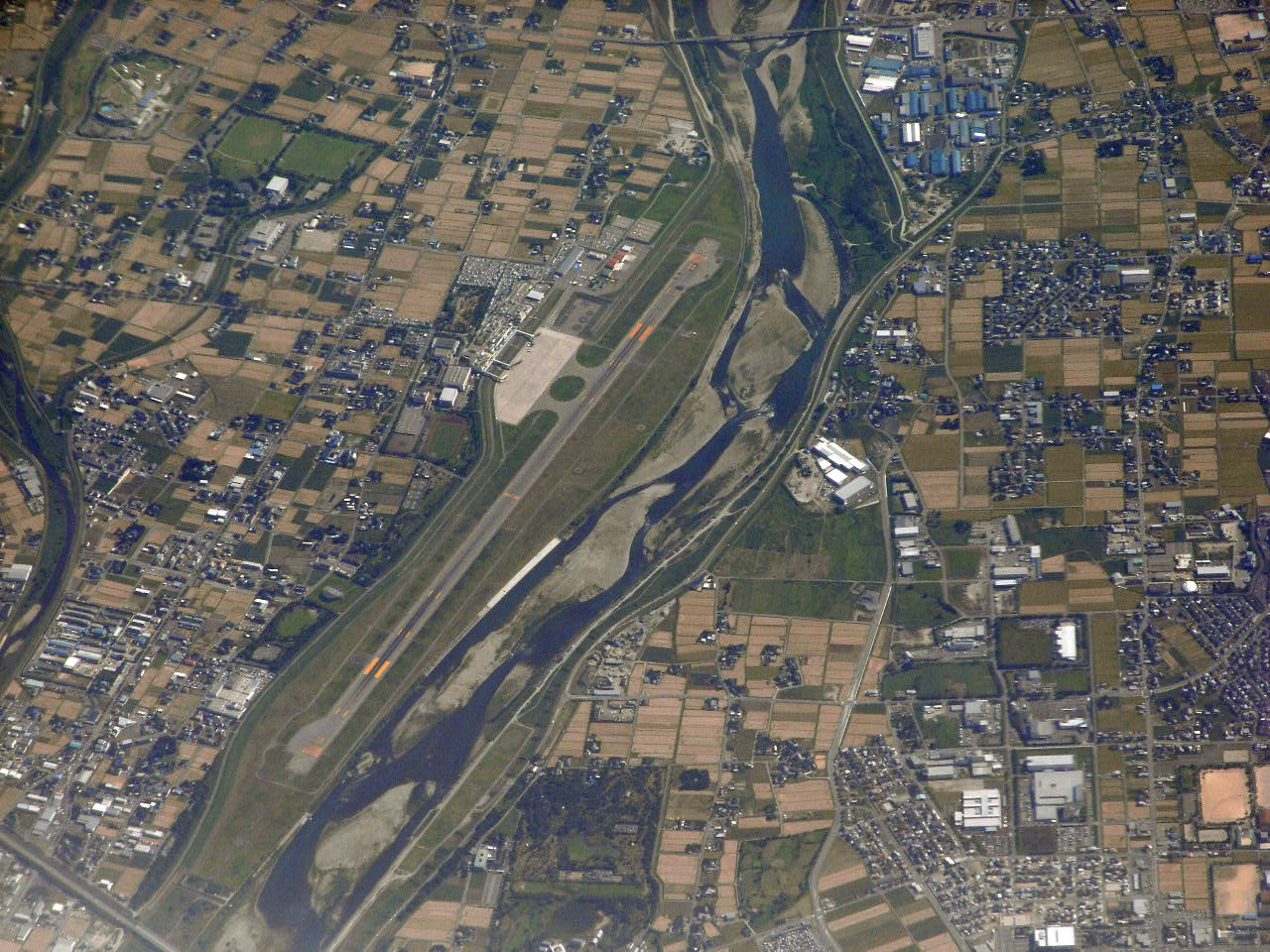
上空俯瞰

富山空港（とやまくうこう、Toyama Airport）は、富山県富山市秋ヶ島にある空港法第5条第1項の規定及び富山県富山空港条例に基づき設置される地方管理空港である。愛称は富山きときと空港。

## 概要

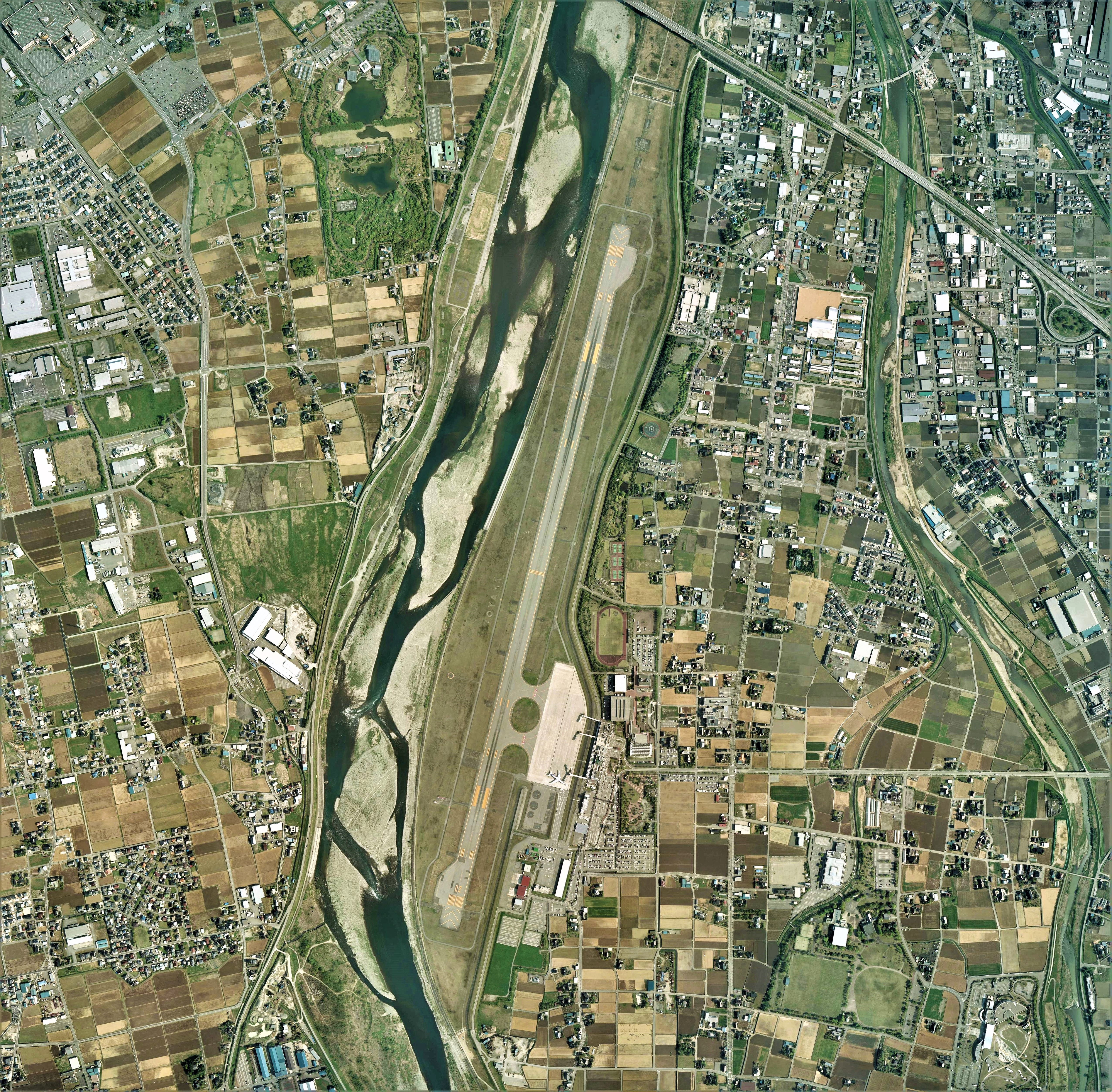
富山空港付近の空中写真。
神通川右岸（東岸）に位置している。
2009年4月29日撮影の6枚を合成作成。

富山県富山市中心部の南約7キロメートルに位置する。立山黒部アルペンルート、世界遺産五箇山に最も近い国際空港。富山市街地や富山IC、国道41号から近くアクセスの利便性が高いため、富山県民のみならず、近隣の新潟県上越地方、岐阜県飛騨地方などからも利用しやすい空港である。制限表面は外側水平表面（航空法：半径24km以下、高さ295m）や円錐表面（半径16.5km以下）が設定されておらず、水平表面（半径4km以下、高さ45m）が半径3kmで設定されている。このため、近接しながらも市街地でのビル建設には影響を与えていない。
日本で唯一河川敷に作られた空港で、滑走路やエプロンなどは神通川右岸の河川敷にある。ターミナルビルは河川外にあり、堤防をまたいで建設されたボーディング・ブリッジの長さ（堤防を渡る固定橋約50m、可動橋約39m、合計約89m）は日本一である。河川敷という立地ゆえ、滑走路南北端にある橋梁のために滑走路の延長や、着陸帯が確保できないために計器着陸装置の完全設置が困難（滑走路の中心を示すローカライザーのみ）である。進入路指示灯なども、神通川の氾濫で河川から流れてきたものが引っ掛かるのを防ぐため撤去または倒伏できるようになっている。
ローカライザーの完全設置が困難であるため、冬場の大雪による視界不良により条件付き運航となりやすい。また、敷地の余裕がなく滑走路の両端まで誘導路が作れない（平行誘導路がなく、離陸機は滑走路末端のターニングパッドでUターンしてから離陸していく）、駐機場が狭いため斜めや水平に駐機しなければならない、マーシャラーも風向きやゲートによっては1機につき2人で誘導する場合があるという物理的制約が厳しい。
1970年度から新空港建設に関する調査を開始し、同年10月、北陸自動車道小杉インターチェンジの南側（庄川と下条川の中間の丘陵地帯）への移転の計画が発表、1971年度には全日空に県内候補地のフライチェックを依頼し、さらに1972年2月11日または2月29日には倉垣地区の富山飛行場跡地に2,000 - 2,500mの滑走路を建設して国際空港とする構想も発表されていた。他にも中新川郡立山町の常願寺川右岸なども含め、最終的に富山県内では十数か所が候補に挙がっていて、最終的には常願寺川右岸、射水丘陵、倉垣地区の3箇所に絞られ、最終的に倉垣地区に一本化された。しかし、費用面の問題や地元住民の反対もあった他、北陸新幹線金沢駅延伸後に羽田線の便数維持が難しいこともあり、現空港を活用する方針となった。2015年3月に実現した北陸新幹線開業後の富山空港利用者数は羽田線で1月あたり前年比28%、2015年度は前年比40%の減少となった。
航空機の進入路にあたる空港北側の北陸自動車道神通川橋には、ジェット化による滑走路延伸を機に昼間障害標識としてオレンジと白色の塗装が施されている。また、神通川橋両端部には「わき見注意 航空機通過」という注意標識が設置されている。
年間利用客数は、国内461,639人、国際103,020人（2016年度）。立山黒部アルペンルート のうち、特に20メートル近くにもなる雪の壁「雪の大谷」の人気が高く、ルートが開通する4月から6月まで韓国、台湾からの国際便がチャーター便も含めて増えている。
国内線手荷物受取所の、旅行用トランクなどを運ぶベルトコンベアに、富山県観光課が富山湾鮨の模型を2012年12月より 搭載していて、観光面でアピールしている。

## 歴史
- 1957年4月 - 空港工事に着手[19]。
- 1960年10月1日 - 臨時富山市議会で空港の設置が決まる[20]。
- 1961年
  - 2月20日 - 飛行場の設置許可が下りる。
  - 3月7日 - 公共用飛行場指定（法第40号）の告示（通告第72号）が出される[21]。
- 1963年8月20日 - 富山空港開港。同時に全日本空輸の富山 - 東京線（フレンドシップ機）が就航。この時点で滑走路は長さ1200m、幅30m[22]。
- 1969年1月24日 - 管制塔（高さ11.6m）竣工[23]。同年1月30日、運輸省（現・国土交通省）航空局の検査を受けた[24]。
- 1970年 - YS-11の運用を開始[22]。
- 1976年1月6日 - 当時の富山県知事が富山空港整備計画を発表[25]。
- 1978年7月 - 東京便が一日3往復となる[26]。
- 1979年4月 - 空港拡張の事業着手[27]。
- 1980年3月24日 - 運輸大臣から中田幸吉富山県知事に対して富山空港施設変更について許可通知があり、富山空港拡張整備計画の着工が決定した[28]。
- 1981年1月 - 空港拡張工事着手[27]
- 1982年
  - 4月20日 - 富山空港ターミナルビル株式会社発足[29]。
  - 11月5日 - ターミナルビルの建設計画決定[30]。
- 1983年9月17日 - 空港拡張工事の本体工事のため供用を休止（1984年3月17日まで）。この間は臨時的に空港機能を小松空港に代替してもらう[27]。
- 1984年
  - 3月14日 - ターミナルビル開館（現在の国内線旅客ターミナルビル）[31]。
  - 3月18日 - 空港の供用を再開[27]（滑走路を2000mに拡張し、ジェット化[27]、全国37番目[32]）。
  - 12月 - ターミナルビルが昭和59年度富山県建築賞に入選[30]。
- 1992年6月24日 - 植物検疫空港の指定を受ける[33]。
- 1993年
  - 4月21日 - 国際線ターミナルビル竣工式。ローカル空港では2番目のX線受託荷物検査装置を設置[34]。
  - 4月26日 - 初めての国際定期便となるアシアナ航空の富山 - ソウル線が就航開始[35]。同日、免税売店が開店[36]。
- 2002年7月1日 - 日本航空が東京 - 富山線を開設、ダブルトラック化される[37]（2006年3月31日撤退[38]）
- 2003年6月21日 - 国内線ターミナルビル南側増築工事完成[38]。
- 2004年
  - 2月11日 - 国際線ターミナルビル増築工事完成[38]。
  - 3月6日 - 国際線ターミナル北側増築工事完成[38]。
  - 10月5日 - 増改築第1期工事完成[38]。
- 2005年10月13日 - ターミナルビル一体化のための改修工事が着工[38]。
- 2006年
  - 9月28日 - 国内線、国際線一体化工事の通路部分完成、供用開始[39]。
  - 11月20日 - 国内線・国際線ターミナルビルが竣工し、一体化される[40]。
- 2012年11月22日 - 2013年に富山空港開港50周年および富山県置県130周年になるのを記念し、愛称として富山きときと空港を制定[21]（きときととは富山弁で新鮮という意味）。
- 2014年4月15日 - チャイナエアラインの富山 - 台北線が期間限定でデイリー運航を実施[41]。
- 2015年3月14日 - 北陸新幹線の長野駅 - 金沢駅（石川県）間が開通。富山 - 羽田線の機材をB737-800型機に小型化し、6便維持[42]。
- 2016年
  - 3月 - 富山 - 羽田線の便数が6便/日から4便/日に減便。うち1便をB767-300型機に機材変更。
  - 7月 - 10年ぶりに沖縄直行チャーター便を5便運航[43]
  - 10月31日 - アシアナ航空便がエアソウルに移管、11月27日から翌年の3月25日まで運休[44]。
- 2017年
  - 1月 - 全日空、2017年夏ダイヤでの富山 - 羽田線の便数維持を決定[45]。
  - 3月 - エアソウルの富山 - 仁川線が運航再開（夏ダイヤ中のみ）。
  - 7月 - チャイナエアラインの富山 - 台北線の冬季4便化が決定[46]。
- 2018年
  - 1月18日 - 全日空夏ダイヤ発表。富山 - 羽田線は引き続き4便維持[47]。
  - 10月28日 - 全日空富山 - 東京線、冬ダイヤより富山発初便と羽田発最終便の機材をB767-300型機からB737-800型機に変更。
  - 10月29日 - 中国南方航空富山 - 大連線、冬ダイヤより月曜増便（週3便化）
- 2019年
  - 9月16日 - エアソウル富山 - ソウル線運休[48][49]。空港内に併設されている富山支店も年内に閉鎖[50]。
  - 10月14日 - 10月24日 - 令和元年東日本台風（台風19号）により北陸新幹線上越妙高駅 - 長野駅間の不通に伴い、全日空富山 - 羽田線の臨時便運航ならびに機材の大型化を実施[51][52][53][54]。
- 2021年10月31日 - 全日空富山 - 東京線、3便/日に減便。[55]
- 2023年2月9日 - 富山県がターミナルビルや航空設備の運営民営化（コンセッション方式）に乗り出すと発表した[56]。
- 2026年4月 - 運営を民営化する予定[57]。

## 施設
ターミナルビル
- 1階

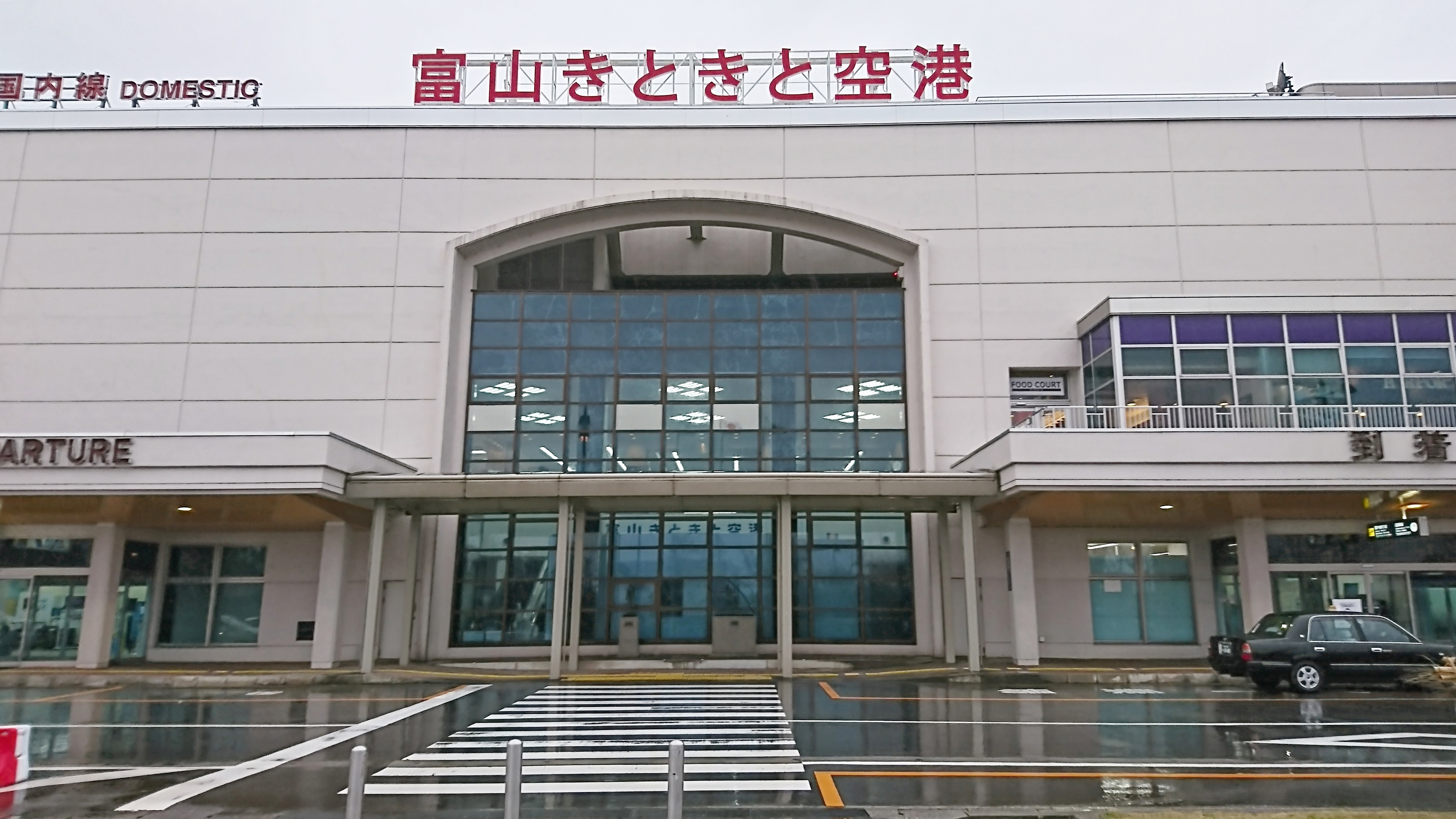
空港ターミナルビル正面

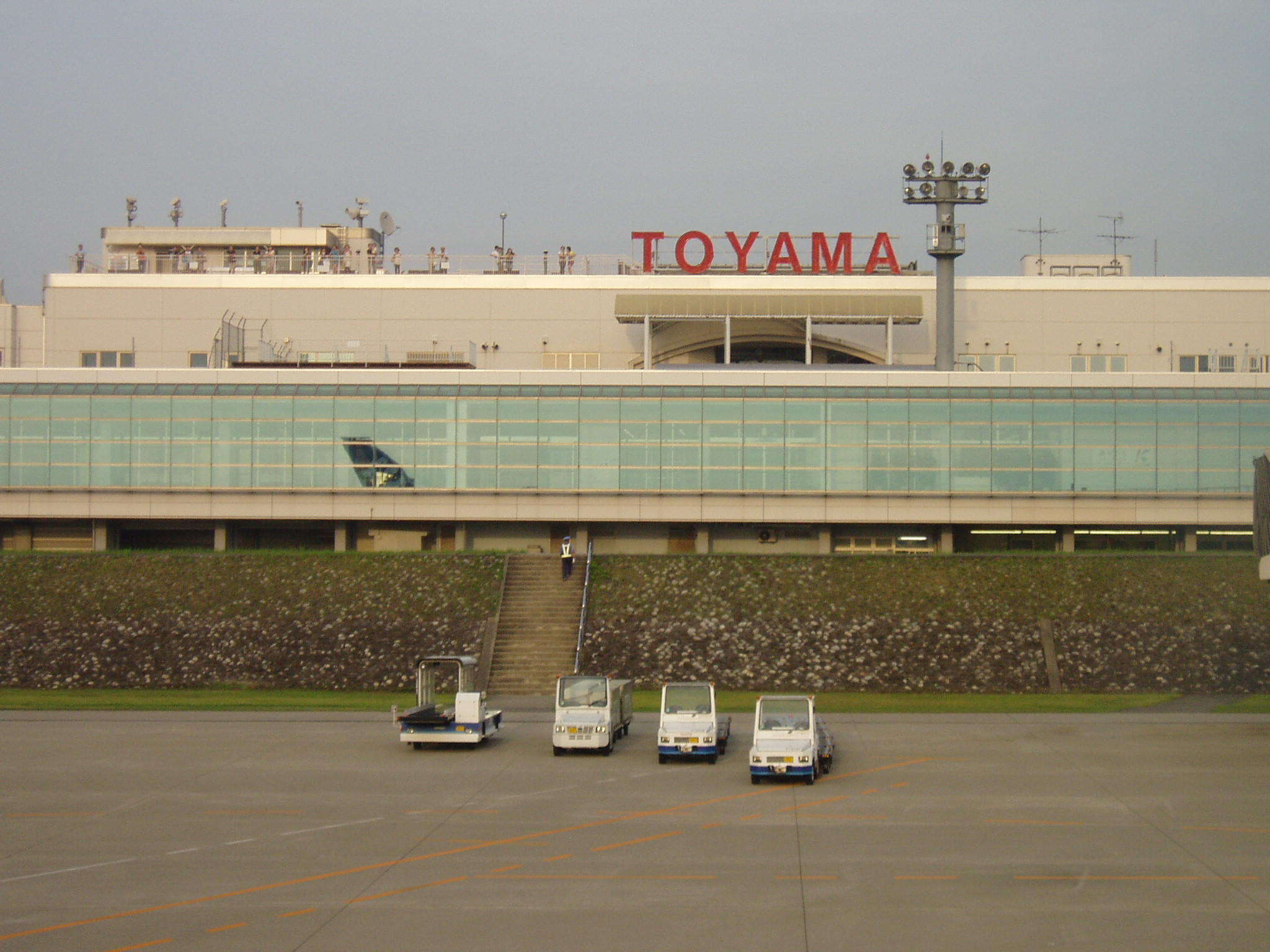
滑走路から撮影した空港ビル

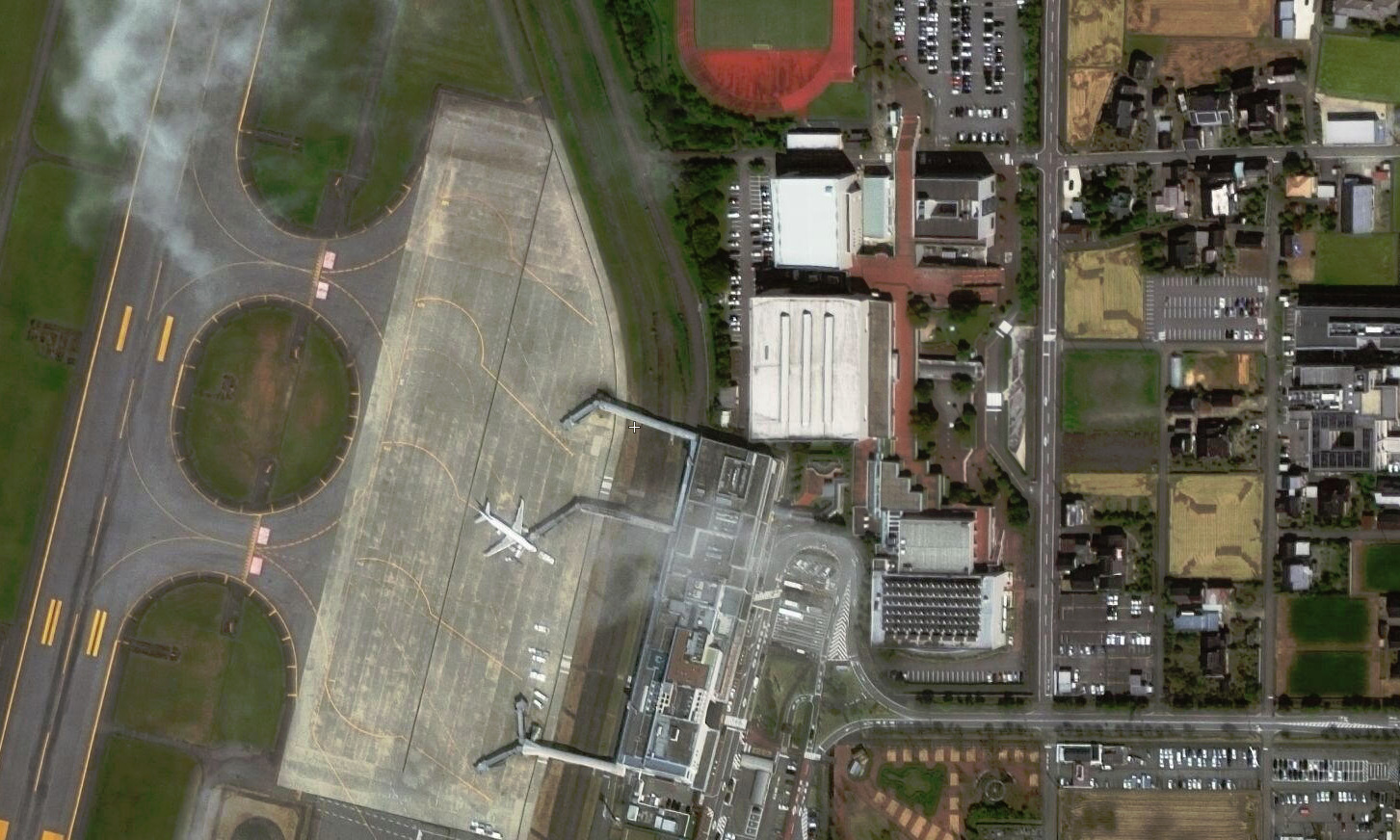
上空から撮影した駐機場周辺。1番-2番スポット用ボーディングブリッジがY字型に展開されているのが特徴的

  - 交通関係施設：チェックイン・到着ロビー（国内線・国際線）、バスのりば、レンタカーカウンター、団体旅行受付カウンター
  - 官公庁：名古屋出入国在留管理局富山出張所、富山県富山南警察署富山空港警備派出所
  - 飲食店：廻転とやま鮨
  - サービス施設：インフォメーション、有料会議室、両替所（北陸銀行）、海外発行カード対応ATM（北陸銀行）、証明写真機、有料駐車場精算機、コピー機
  - 富山県総合体育センターへの連絡通路
- 2階
  - 交通関係施設：出発ロビー
  - 売店：富山空港ターミナルビル直営売店「まいどはや」、同免税売店「Duty Free Shop」、ANA FESTA富山ゲート店、広貫堂 富山空港店
  - 飲食店：喫茶「Wing」、イタリアンレストラン「エアポートキッチン」、ラーメン店「麺家いろは」
  - サービス施設：空港ラウンジ「らいちょう」、多目的ホール、有料待合室、フードコート（東側バルコニー）、ビジネスデスク、一人用無料ビジネスブース[58]、マッサージチェア、授乳室、おいしい水コーナー
- 3階：富山空港ターミナルビル、富山県富山空港管理事務所、国際交流コーナー、レセプションルーム
- 4階：展望デッキ
- 自動販売機

　1Fにバス券売機（富山駅前）、1F・2F、4Fに飲料水の自販機とガチャガチャ、2F国際線出発ロビー内に菓子パンの自販機が設置
- その他の施設

　全館でFree WiFiのToyama Free WiFiを利用可能。
- ターミナルビル屋上にはNHK富山放送局と富山県の民間放送3社（北日本放送・チューリップテレビ・富山テレビ放送）、富山市に取材拠点を置くテレビ朝日のお天気カメラが設置されている。[要出典]

管制塔
- 大阪航空局富山空港出張所
- 気象庁富山空港出張所

貨物ビル
- 全日本空輸
- 日本通運

その他
- 富山県警察航空隊
- 富山県消防防災航空隊
- 朝日航洋西日本航空支社富山運航所
- 東邦航空富山営業所

## 就航路線
航空会社名が2社以上の場合、最前の航空会社の機材・乗務員で運航する共同運航便。
富山県はANA中興の祖と言われた元運輸次官若狭得治の出身地で、JALが競合参入したとき非協力的でJALは撤退した経緯もあり、歴史的にANA依存空港でもある。

### 国内線
| 航空会社          | 就航地                           |
| ----------------- | -------------------------------- |
| 全日本空輸（ANA） | 東京国際空港（羽田）、新千歳空港 |

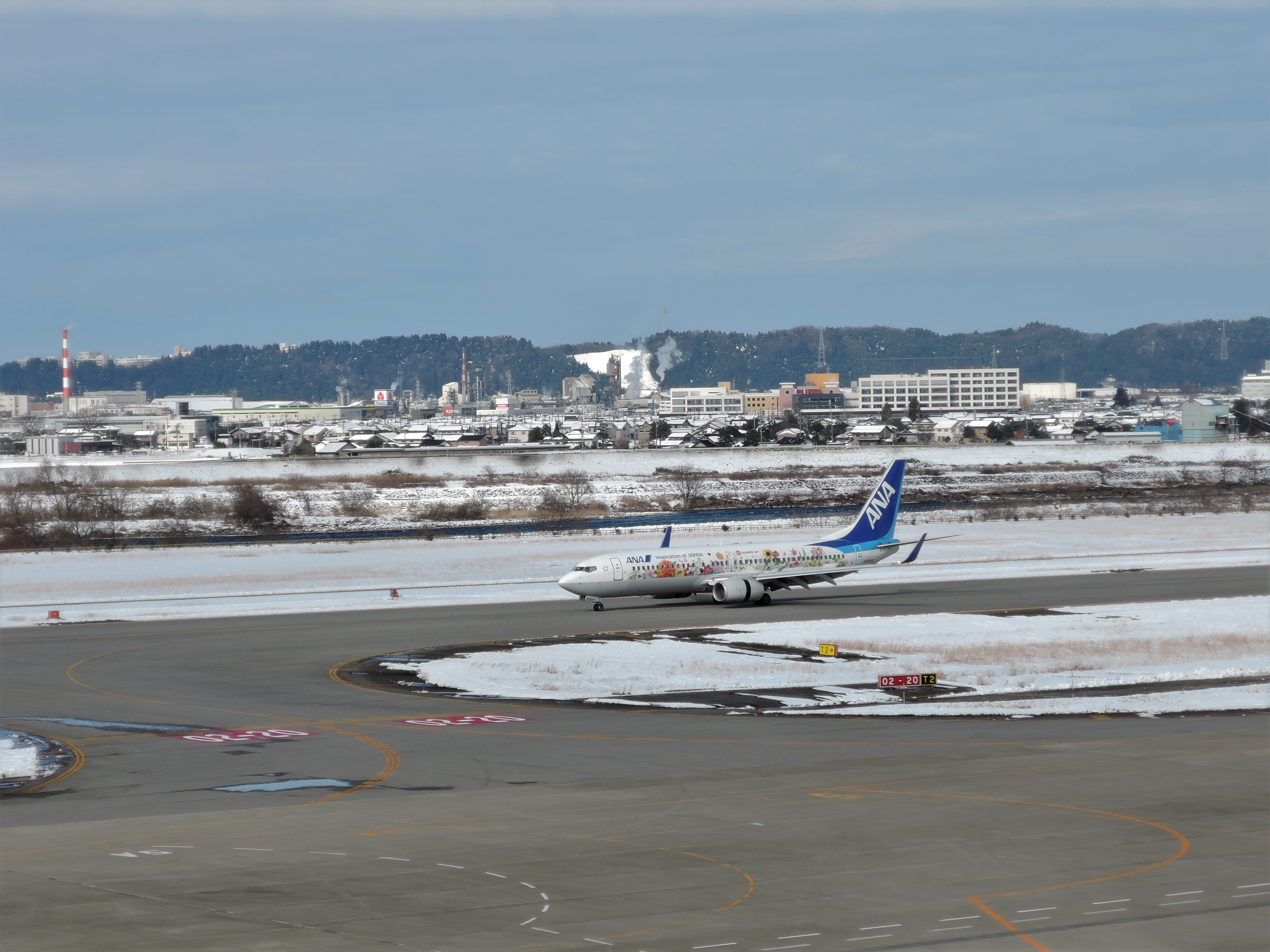
富山空港に着陸した東京国際空港（羽田）発NH315便 JA85AN（2017.12.15展望デッキより撮影）

東京国際空港（羽田）の各便には、コードシェア便として海外航空会社便名が付与される便もある。
- 富山 - 東京（羽田）線　3便/日
- 富山 - 札幌（新千歳）線　1便/日
  - 機種：A320neo 146席（プレミアム8席）/737-800 166席（プレミアム8席）/A321neo 194席（プレミアム8席）が多用され、繁忙期には稀に787-8/767-300/777-200が投入される場合がある。北陸新幹線運休中も大型機材が使用された。
  - 全日空のA320neo、737-800、A321neoはRNP-ARに対応しており、決心高が他の機材より100ft低い370ft。767の決心高は470ft[60]
  - 東京（羽田）発最終のNH321便は富山空港に夜間駐機し、翌日のNH312便に充当

### 国際線
| 航空会社               | 就航地                                                                   |
| ---------------------- | ------------------------------------------------------------------------ |
| 上海航空・中国東方航空 | 中国・上海浦東国際空港（上海）                                           |
| 中国南方航空           | 中国・大連周水子国際空港（大連）(2025年9月3日〜10月26日まで期間運休予定) |
| チャイナエアライン     | 台湾・台湾桃園国際空港（台北）                                           |

- 上海便：火・土運航（B737-700）
- 大連便：水・土運航（A320）
- 台北便：水・土運航（B737-800）

### 休廃止路線
国内線
| 航空会社                   | 就航地 |
| -------------------------- | --- |
| 日本航空                   | 東京国際空港 |
| 全日本空輸                 | 関西国際空港、名古屋空港（1963年 - 1966年までに廃止）、福岡空港、新潟空港（1964年6月 - 1966年までに廃止） |
| エアーニッポン             | 福岡空港（1994年11月1日から2007年11月1日まで）（ANA便として運航開始後も機材および乗務員を使用） |
| AIRDO                      | 新千歳空港（ANAとの共同運航） |
| 中日本エアラインサービス   | 名古屋空港（コミューター航空にて1991年4月23日の一時期のみ運行）、広島西飛行場（2000年3月1日から5月31日まで開設）、長崎空港（1998年3月1日開設、3月から5月までの季節運航）、函館空港（1996年7月5日から2004年11月1日まで、7月から10月までの季節運航） |
| 日本トランスオーシャン航空 | 那覇空港（7月中旬 - 8月の夏季限定運航） |

この他にも、運航会社は不明だが、大阪国際空港への定期便も、1964年6月から1966年頃まで運航されていた。
国際線
| 航空会社                 | 就航地 |
| ------------------------ | --- |
| エアソウル・アシアナ航空 | 韓国・仁川国際空港（2019年9月15日より運休中）                                                                                   |
| 中国南方航空             | 中国・北京首都国際空港（2011年3月27日より大連経由にて運航開始し、同年10月30日よりデイリー運行するも、2012年10月28日を以て運休） |
| ウラジオストク航空       | ロシア・ウラジオストク空港（1994年7月15日に開設されるも、2010年12月25日より運休中）                                             |

## 利用状況

### 旅客数
以下に定期便とチャーター便を合計した各年度の乗降客数を示す。
- 国内線
- 国際線

以下に1985年度以降の定期便とチャーター便を合計した乗降客の概数（国内線と国際線の合計）を示す。

## 交通
本数・所要時間・運賃等の詳細は、該当項目や公式サイトを参照。

### 路線バス・乗合タクシー
- 2017年4月1日現在、富山駅前、総合運動公園、濃飛バス神岡営業所・平湯バスターミナルをそれぞれ発着する路線がある。また夏季のみ運行する「室堂線」の富山駅行きが乗り入れる（要予約）。このほか、高岡、砺波、魚津へ空港連絡乗合タクシーが運行されている。
- 2018年1月4日から2月末まで、富山駅・富山空港から白馬を結ぶ、高速バスが運行。途中、魚津IC、南小谷駅に停車し、白馬では、白馬樅の木ホテルにバス停設置。1日1往復運行[77]。

### タクシー
- 富山駅からはタクシーで20分程度、高岡駅からは35分程度である。

### レンタカー
- レンタカー各社のサービスを受けることができる。ターミナルビル1階に各社共同のレンタカーカウンターがある。
- 富山 - 羽田線利用促進のため、羽田発初便又は富山発最終便利用の場合に最初の24時間の料金が割引となるキャンペーンを実施中[78]。

### 道路
- 富山県道55号富山空港線
- 富山県道69号富山笹津線（間接接続）
- 国道41号（間接接続）
- 高速道路は北陸自動車道富山ICが最寄りである。

### 駐車場
- 有料駐車場（127台）、無料駐車場と仮駐車場（1,545台）、迎えの車専用の駐車スペース（22台分。30分以内の駐車に限る）がある。
- 無料駐車場はAからHまであり、E,F,G,H及び仮駐車場は24時間出入庫が可能。また、無料駐車場は原則として、連泊数に制限はない。無料駐車場には身障者用12台分がある。
- 有料駐車場の料金は、1時間100円、6時間以上24時間まで600円、24時間を超えると、1時間ごとに100円加算。30時間以上48時間まで600円加算、これを24時間ごとに繰り返す。
- 有料駐車場の精算機は1,000円札のみ対応。
- 無料駐車場はもちろんであるが、仮駐車場、迎えの車専用の駐車スペースも無料。

## 冬季就航率対策
- 2016年度

富山県は、冬季の就航率改善のため、RNP-AR方式の導入等による決心高の引き下げ、XバンドMPレーダーの運用による高精度な視界の回復予測により、98.0%の便が着陸できたと発表した。
対策がなければ、14便が欠航していたとのこと。
- 2017年度

富山県は富山県議会6月議会において、「2018年1月、2月の大雪により、国内定期便の欠航が78便となる一方、・・・改善策によって33便が欠航を回避したと」答弁した。 - 富山新聞 2018年6月16日 3面より引用
- 2018年度

・富山県は、平成30年度9月補正予算において、低空域での雲の状況予測システムを開発・導入するための経費を計上。
・全日空は冬ダイヤより、富山 - 東京線において、富山行き最終便及び羽田行き初便の機材をRNP-AR方式に対応した機材に変更。

## 利用促進策
北陸新幹線開業に伴い、富山 - 東京線の利用客が大きく減少したことから、富山きときと空港サポーターズクラブが運営されている。
- 法人会員　入会・継続特典、搭乗回数に応じた特典のほか、ターミナルビル内のレセプションルーム、1F有料会議室、2F有料待合室の無料利用[80]。
- 個人会員　入会で空港で利用できるクーポン券（500円分）の提供、4回搭乗で旅行券2,000円分、10回搭乗で旅行券5,000円分の提供など[81]。
- ウェブサイトからの予約で無料で利用できる、一人用ビジネスブースが2022年5月26日より設置された。国内線の出発ロビーと搭乗待合室に計3室用意され、縦横各1.2mの防音型ブースには、パソコン用モニター、電源、無料Wi-Fiを備え、テレワークにも対応している[58]。

また、富山県と富山市は北陸新幹線の開業前職員に向けて、富山空港利用促進の一環で東京への出張の際には飛行機で利用するようにとの通知をそれぞれ発表している。